# Mariska Overman
Mariska Overman (Eibergen, 1970) is een Nederlands schrijfster van boeken voor volwassenen en kinderen.

## Levensloop

### Jeugd en opleiding
Overman werd geboren in Eibergen en verhuisde kort daarna naar Hengelo waar ze nog steeds woont. In Den Haag studeerde ze een jaar aan de Inservice opleiding voor verpleegkundige . Daarna woonde ze twee jaar in Delft. In 2004 ging zij theologie studeren aan de NHL Hogeschool in Enschede. Ze heeft les gegeven (levensbeschouwing en filosofie) op een middelbare school en aan de PaBo. Sinds 2017 is ze schrijver.

### Loopbaan
Overman ging in 2010 werken als docent filosofie en levensbeschouwing aan de Hogeschool Edith Stein in Hengelo. Hierna werkte ze als projectleidster aan de Academie Adnovim in Enschede. Met haar echtgenoot heeft ze een creatief bureau dat de dood bespreekbaar wil maken en streeft naar een 'doodvriendelijke samenleving'.
In 2017 debuteerde Overman met haar boek Hoofdzaak, een thriller over postmortale zorg. Een jaar later kwam de thriller Voltooid uit, waarin de thema's euthanasie en "voltooid leven" een rol spelen. Begin 2019 verscheen haar derde boek, Verdoemd, met zelfmoord als centraal thema. De drie boeken zijn onderdeel van de reeks "Isabel Dieudonné", genoemd naar de hoofdrolspeelster in de boeken.
Sinds 2024 schrijft Overman ook jeugdboeken. Haar boek De zomer die alles was kwam aan het einde van hetzelfde jaar op nummer 12 binnen in de Grote Vriendelijke 100 van De Grote Vriendelijke Podcast, als hoogste binnenkomer. In 2025 won ze een Zilveren Griffel voor ditzelfde boek. 